# S (мова програмування)
S — мова програмування, орієнтована на написання програм для розв'язання проблем в області статистики. Розробка ініційована John Chambers і (на ранній стадії) Rick Becker та Allan Wilks, працівниками Bell Laboratories (зараз AT&T).
Сучасними імплементаціями S є R та S-PLUS.

## S4
Четверта версія S (часто використовується абревіатура S4) реалізує об'єктно-орієнтований підхід в програмуванні, що дозволяє контролювати стан об'єктів у будь-якій частині коду написаного мовою S. S4 класи істотно відрізняються від S3 класів.